# Benitochromis batesii
Benitochromis batesii е вид бодлоперка от семейство Цихлиди (Cichlidae). Видът е уязвим и сериозно застрашен от изчезване.

## Разпространение
Разпространен е в Габон, Екваториална Гвинея и Камерун.

## Описание
На дължина достигат до 9,4 cm.